# Národní vědecká nadace
Národní vědecká nadace (The National Science Foundation, NSF) je nezávislá vládní agentura v USA odpovědná za podporu základního vědeckého výzkumu zejména poskytováním výzkumných zdrojů. Zařizuje výzkumné granty zejména pro univerzity nebo také pro jednotlivce (včetně profesorů a postgraduálních studentů).

## Legislativa
Pracovní výtvory vytvořené zaměstnanci během oficiálních pracovních povinností jsou jako práce americké federální vlády považovány za volné dílo (public domain).